# Bucco
Bucco là một chi chim trong họ Bucconidae.

## Hình ảnh

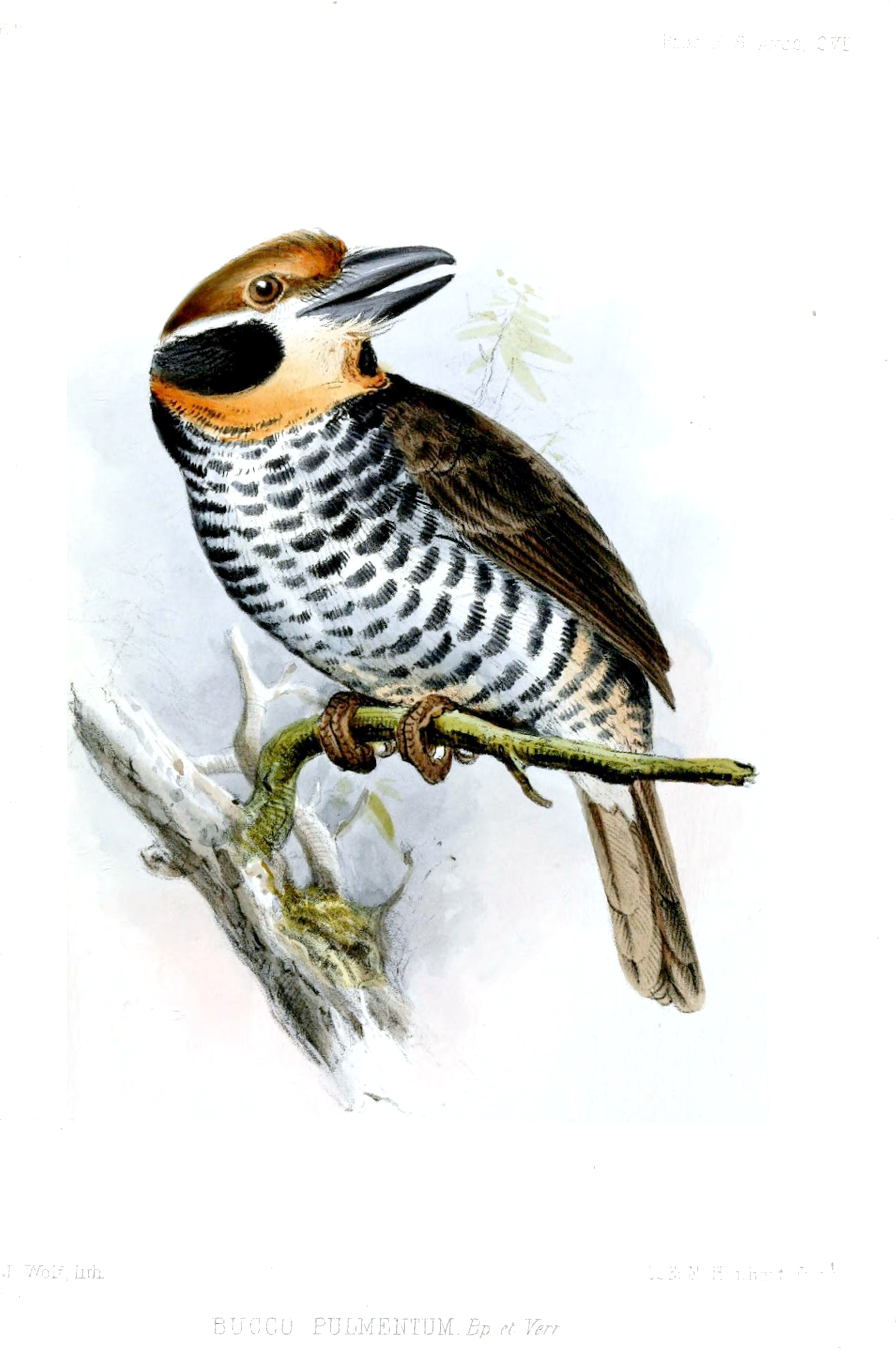
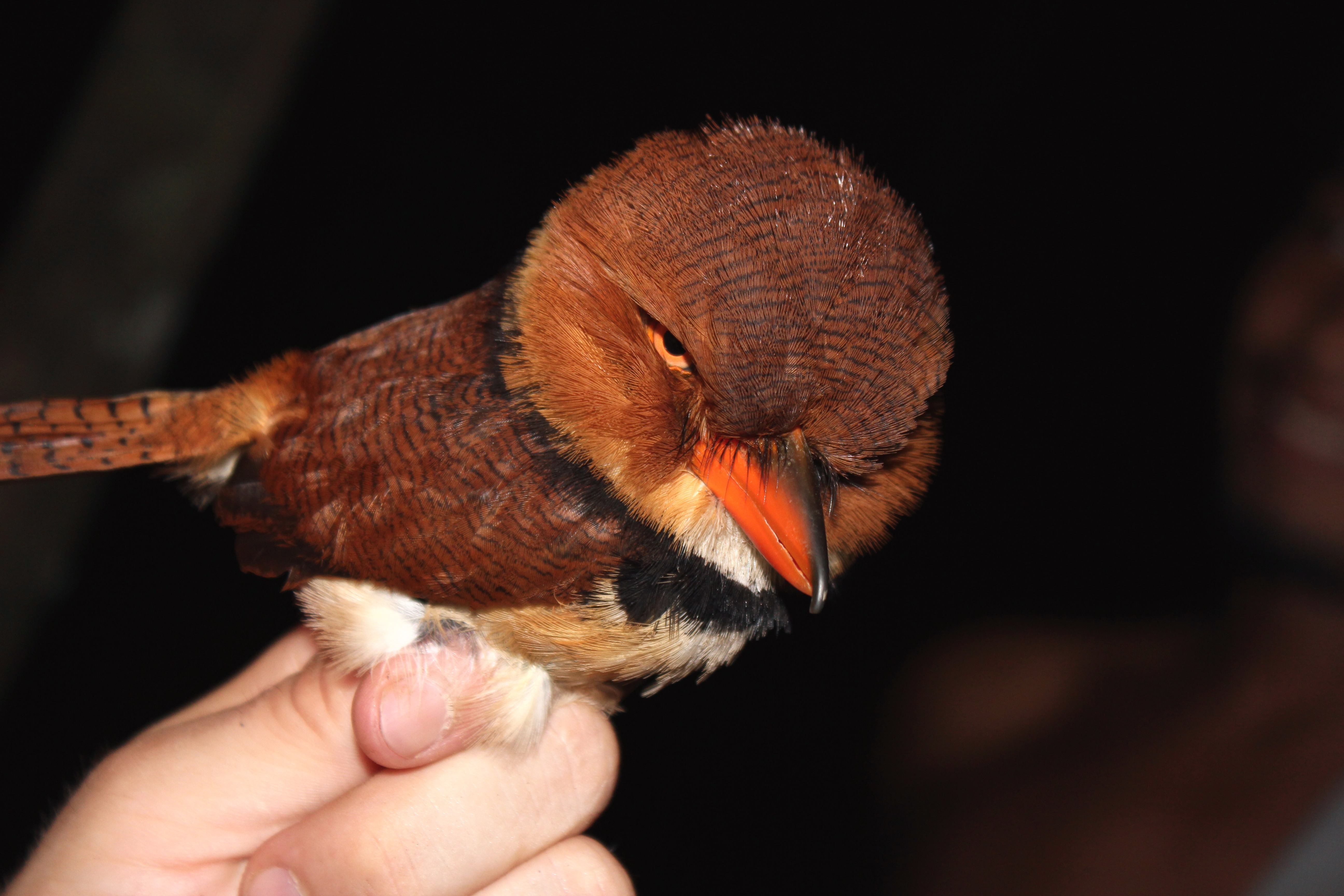
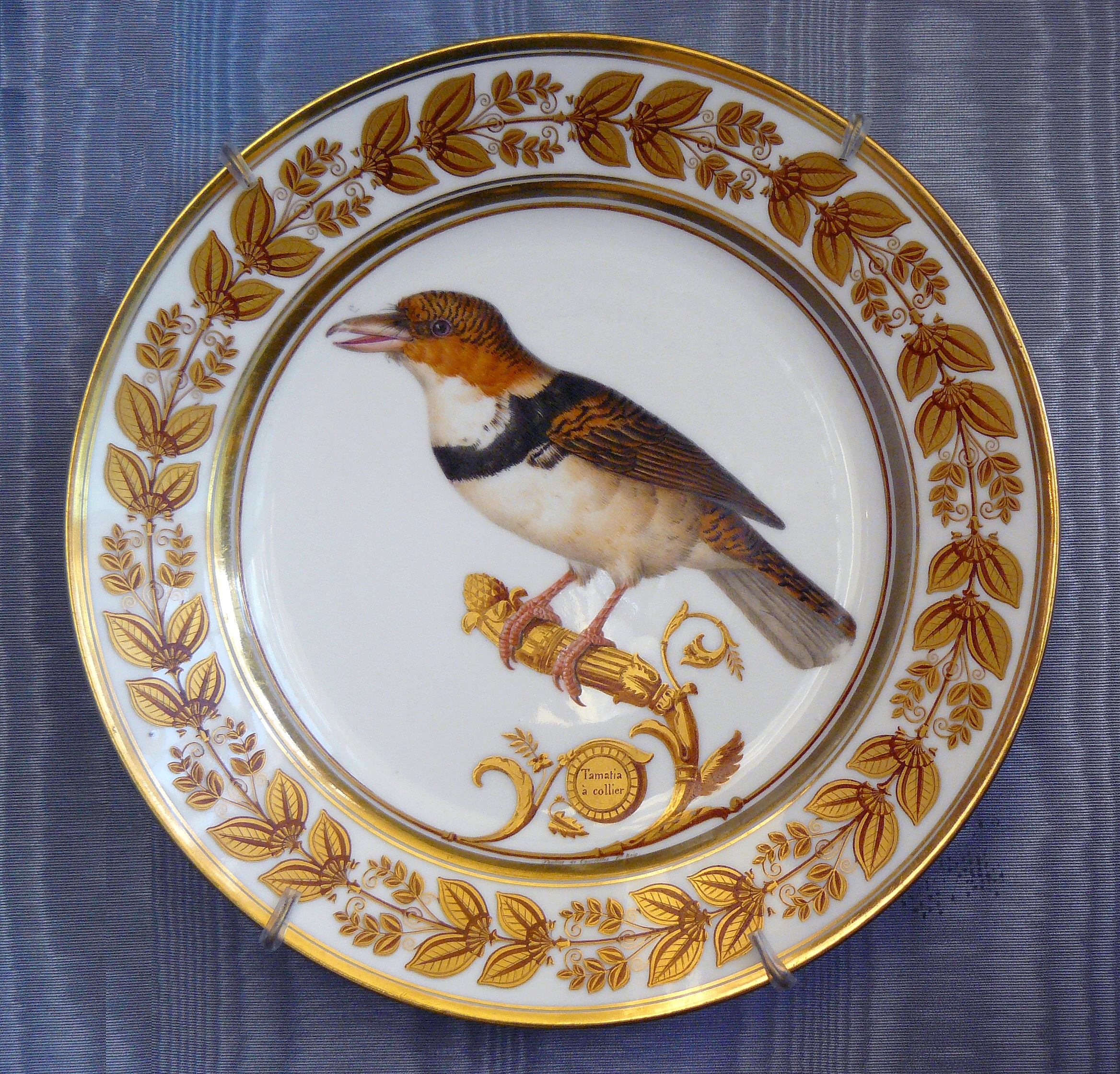

## Các loài
- Bucco macrodactylus Spix, 1824
- Bucco tamatia (Gmelin), 1788
- Bucco noanamae (Hellmayr), 1909
- Bucco capensis Linnaeus, 1766